# Oshurkovia
Oshurkovia is een mosdiertjesgeslacht uit de familie van de Umbonulidae en de orde Cheilostomatida. De wetenschappelijke naam ervan werd in 2005 voor het eerst geldig gepubliceerd door Grischenko & Mawatari.

## Soorten
- Oshurkovia inarmata (Kluge, 1962)
- Oshurkovia kamtschatica Grischenko & Mawatari, 2005
- Oshurkovia littoralis (Hastings, 1944)